# سباستین تاگلیابوه
سباستین تاگلیابوه (انگلیسی: Sebastián Tagliabúe؛ زادهٔ ۲۲ فوریهٔ ۱۹۸۵) بازیکن فوتبال اهل آرژانتین است.
از باشگاه‌هایی که در آن بازی کرده‌است می‌توان به باشگاه فوتبال الاتفاق عربستان سعودی، باشگاه فوتبال الشباب عربستان سعودی، و باشگاه فوتبال الوحده امارات اشاره کرد.
وی همچنین در تیم ملی فوتبال امارات متحده عربی بازی کرده‌است.